# Баєріш-Айзенштайн
Баєріш-Айзенштайн (нім. Bayerisch Eisenstein) — громада в Німеччині, розташована в землі Баварія. Підпорядковується адміністративному округу Нижня Баварія. Входить до складу району Реген.
Площа — 47,34 км2. Населення становить 998 ос. (станом на 31 грудня 2020).